# Kunstenaar van het Jaar
Sinds 2003 wordt in Nederland de Kunstenaar van het Jaar gekozen. Dat gebeurt in de Kunstweek. Het primaire doel van deze week is om Nederlandse kunst en kunstenaars onder de aandacht van een breed publiek te brengen.
De prijs wordt toegekend aan degene die van een omvangrijk panel van deskundigen en van het publiek de meeste stemmen krijgen. Zo werden in 2012 ruim 40.000 stemmen uitgebracht.
Naast de Kunstenaar van het Jaar wordt het Talent van het Jaar aangewezen, en sinds 2006 wordt de titel Briljanten kunstenaar van het jaar uitgereikt. Deze is er voor een kunstenaar die ouder is dan 65 jaar.
| Jaar      | Kunstenaar van het Jaar | Talent van het jaar                    | Briljanten kunstenaar van het Jaar |
| --------- | ----------------------- | -------------------------------------- | ---------------------------------- |
| 2003      | Corneille               | Jacques Tange                          |                                    |
| 2004      | Jurriaan van Hall       | Marianne Aartsen en Marianne Naerebout |                                    |
| 2005      | Jacques Tange           | Stijn Peeters                          |                                    |
| 2006      | Jeroen Hermkens         | Amie Dicke                             | Gerti Bierenbroodspot              |
| 2007      | Ad Arma                 | Casper Faassen                         | Co Westerik                        |
| 2008      | Henk Helmantel          | Renie Spoelstra                        | Armando                            |
| 2009/2010 | Ans Markus              | Chris Berens                           | Diet Wiegman                       |
| 2011      | Sam Drukker             | Roos van der Meijden                   | Henk Helmantel                     |
| 2012      | Ted Noten               | Faranu                                 | Marte Röling                       |
| 2013      | Giovanni Dalessi        | Iris van Herpen                        | Marjolijn van den Assem            |
| 2014      | Erwin Olaf              | Levi van Veluw                         | Ans Markus                         |
| 2015      | Marlene Dumas           | Daan Roosegaarde                       | Arno Kramer                        |
| 2016      | Daan Roosegaarde        | Maartje Korstanje                      | Toos van Holstein                  |
| 2017      | Marc Mulders            | Elise van der Linden                   | Theo Jansen                        |
| 2018      | Theo Jansen             | geen                                   | Jeroen Krabbé                      |
| 2019      | Claudy Jongstra         | Jurre Blom                             | Eddy Roos                          |
| 2020      | Saskia Boelsums         | Mirjam Vreeswijk                       | Klaas Gubbels                      |
| 2021      | Lita Cabellut           | Stefan Bleekrode                       | Tjalf Sparnaay                     |
| 2022      | Lotta Blokker           | Carlijn Kingma                         | Ad Arma                            |
| 2023      | Barbara Nanning         | Joyce Overheul                         | Herman de Vries                    |
| 2024      | Marie Cécile Thijs      | Iriée Zamblé                           | Jeroen Henneman                    |
| 2025      | Tjalf Sparnaay          | Egbert Modderman                       | Margot Homan                       |